# مفاصل کلاتون

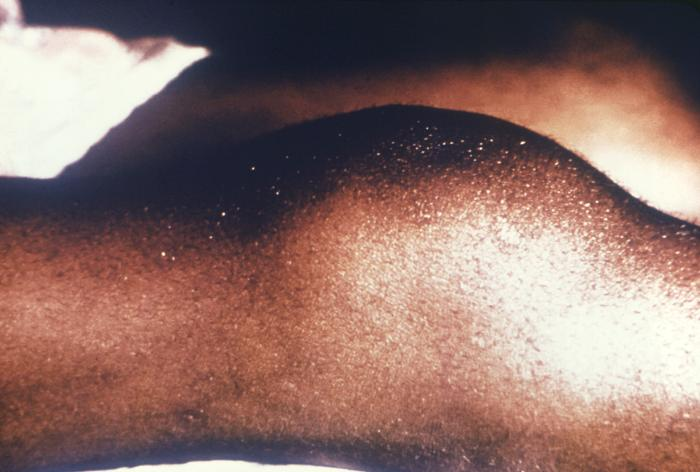
زانوی شخصی که بیماری مفاصل کلاتون در او تشخیص داده شده است

مفاصل کلاتون (انگلیسی: Clutton's joints) یکی از علائم بیماری سیفلیس مادرزادی مادرزادی (از انواع بیماری سیفلیس) است. این عارضه بیش از همه زانوها را تحت تأثیر قرار می‌دهد و ممکن است تا یک سال به طول بینجامد. این عارضه اولین بار در سال ۱۸۸۶ توسط هنری هیو کلاتون در لنست توصیف شد.
این درگیری معمولا به صورت دوطرفه و ناگهانی ایجاد میشود. زانو ها ناگهان دچار تورم می شوند که اغلب بدون درد و اختلال در حرکت است و اغلب به صورت کامل بدون اینکه اختلال عملکردی ایجاد کنند از بین می روند.